# Бузеу (річка)
Бузеу (рум. Buzău) — річка на сході Румунії, права притока Серету. Довжина 302 км, площа басейну — 5264 км². Витоки розташовані на південному сході від Східних Карпат, біля міста Брашова. Протікає по території повітів Брашов, Ковасна, Бузеу і Бреїла. Впадає у Серет неподалік від впадіння Серету в Дунай, біля села Войнешть, на захід від міста Галац.